# Glinki (powiat sochaczewski)
Glinki – wieś w Polsce położona w województwie mazowieckim, w powiecie sochaczewskim, w gminie Nowa Sucha. Ma status sołectwa.
| SIMC    | Nazwa    | Rodzaj    |
| ------- | -------- | --------- |
| 0733636 | Gradówek | część wsi |

W latach 1975-1998 miejscowość należała administracyjnie do województwa skierniewickiego.